# Блудницы в Библии

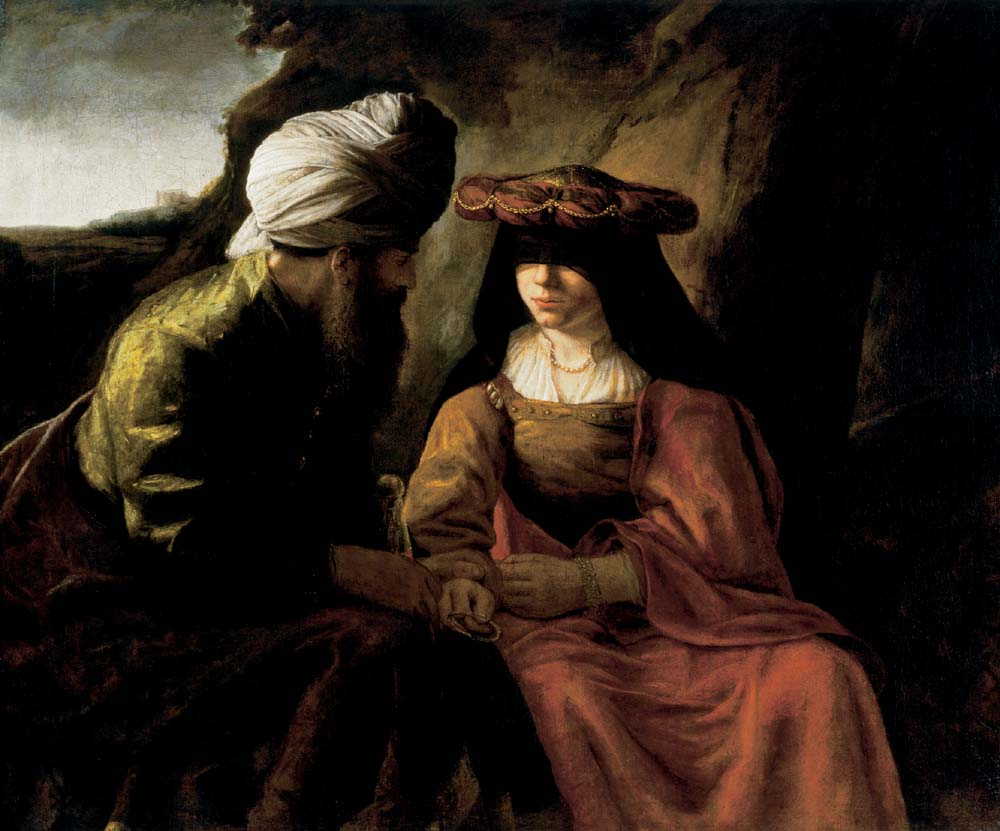
«Иуда и Фамарь», неизвестный художник школы Рембрандта

Блудница (проститутка; ивр. אשה זונה‎; греч. πόρνη) — частый персонаж Библии, встречающиеся с первой по последнюю книгу. Первое упоминание о блудницах относится ко времени патриарха Иакова, сыновья которого осудили изнасилование их сестры Дины: "разве можно поступать с сестрой нашей как с блудницей?" (Быт. 34:31). Более подробно о блудницах говорится на примере Фамарь, которая выдала себя за блудницу, закрыв себя покрывалом и сев у городских ворот (Быт. 38:14, 15). В качестве платы за сексуальные услуги фигурирует козлёнок (Быт. 38:17). 
В древнеизраильском обществе блудницы охранялись законом (известен случай их обращения к царю Соломону — 3Цар. 3:16—18), но священникам было запрещено на них жениться (Лев. 21:14), однако известно, что пророк Осия был женат на блуднице Гомарь (Ос. 1:2, 3). Услугами газской проститутки пользовался судья-назорей Самсон (Суд. 16:1—3). Особую известность приобрела иерихонская блудница Раав, которая укрыла двоих разведчиков и через то сохранила себе жизнь после штурма города.
В Новом Завете блудницы занимают особое место. Иисус Христос, указывая фарисеям на приоритет веры Богу над делами Закона, говорит о блудницах: "Истинно говорю вам, что мытари и блудницы вперед вас идут в Царство Божие" (Мф. 21:31). Бывший фарисей апостол Павел предостерегает коринфских христиан от пользования услугами проституток (1Кор. 6:16), а в Откровении Иоанна Богослова создается отрицательный образ Вавилонской блудницы.